# Wapen van Marne-Middelsee

Het wapen van het waterschap Marne-Middelsee

Het wapen van Marne-Middelsee werd op 6 maart 1998 bij koninklijk besluit aan het Friese waterschap Marne-Middelsee toegekend. In 2004 ging het waterschap op in het wetterskip Fryslân. Hiermee verviel het wapen.

## Beschrijving
De blazoenering van het wapen luidt als volgt:
Ingebogen gaffelsgewijs verdeeld; I in zilver een omgekeerd meerblad van sinopel; II in azuur een klaverblad van goud; III in keel een klaverblad van goud; over alles heen een verlaagde golvende dwarsbalk van zilver en in de schildvoet een stedekroon van drie bastions van goud; een schildzoom verdeeld in tweeën van sinopel en goud. Het schild gedekt met een gouden kroon van drie bladeren en twee parels.
De heraldische kleuren zijn: goud (geel), keel (rood), sinopel (groen) en zilver. Het schild wordt gedekt door een gravenkroon.

## Symboliek
De stedekroon komt uit het oude wapen van het waterschap De Middelsékrite, evenals de hoofdverdeling van het schild. De twee klavers in het wapen herinneren op hun beurt aan de klavervormen uit het waterschapswapen van It Marnelân, ook zijn de buitenste twee delen uit de vijfdelige schildzoom van het wapen van It Marnelân gebruikt, zij symboliseren de polderbedijking.
In de ingebogen punt komt het plompeblêd (meerblad) uit het wapen van De Middelsékrite voor, al is het nu geplaatst op een zilveren achtergrond, dat symbool staat voor schoon, zuiver water. De golvende dwarsbalk verwijst naar het waterschap en de Marne.

## Verwante wapens

Het wapen van It Marnelân
Het wapen van De Middelsékrite